# Arqueros (mina)
Arqueros fue una mina de plata ubicada en el antiguo Departamento de La Serena, Provincia de Coquimbo.

## Ubicación
Está situado aproximadamente en las coordenadas 29°50′21.6″S 70°57′10.8″O / -29.839333, -70.953000 en medio de una serranía árida y yerma, distante unos 30 kilómetros hacia el NE de La Serena.

## Población
Hacia fines del siglo XIX existía en sus alrededores un caserío de 790 habitantes con escuela gratuita, estafeta y oficina de registro civil.

## Características
Las minas, que son varias, ocupaban principalmente tres eminencias o cerros bajos de la serranía, separados entre sí unos dos kilómetros aproximadamente, siendo el del centro el propiamente de Arqueros porque en él se descubrió la primitiva mina, llamada de "las Mercedes", que fue la más rica y cuya altura sobre el nivel del Pacífico es de 1,334 metros; al lado sur, la del "Cerro Blanco", y al norte, llamada "Nuevo Arqueros", por ser el grupo de estas minas descubiertas posteriormente. Producía una plata muy blanca en matrices de sulfato de barita, que es una verdadera amalgama nativa, a la que el profesor Domeyko dio el nombre de "Arquerita" por su especialidad mineralógica.

## Descubrimiento
Fue descubierto accidentalmente el 11 de agosto de 1825 y quedó con el nombre con que se conocían esos parajes como propiedad de un corregidor de La Serena en 1697, Don Lucas de Arqueros. En sus primeros años produjo más de cuatro millones de pesos de la época, y aunque después disminuyeron sus rendimientos, se estima que hasta 1899 se habían extraído de estas minas sobre 600,000 kilogramos de plata.

## Importancia
Este mineral causó gran revuelo en el país, gracias a él se pudo consolidar económicamente la naciente república de Chile y financiar la campaña de Chiloé, acción que logró derrotar el último bastión de la monarquía española en Chile y anexar el archipiélago de Chiloé al territorio nacional.
También debido a la gran disponibilidad de plata en la zona, este mineral entre 1825 y 1832 produjo más del 85% de toda la plata producida en Chile, se abrió una casa de moneda en La Serena con disímil suerte.
Además probablemente debido al descubrimiento de "Arqueros" se instala en La Serena ,en septiembre de 1825, la compañía minera "Chilean Mining Association" cuyo gerente era el alsaciano Carlos Lambert, ingeniero que revolucionaria la minería del cobre en Chile debido a la introducción del horno de reverbero.

## Visitantes ilustres
En mayo de 1835 esta mina fue visitada por Charles Darwin y George Edwards Brown, este último era dueño de algunas minas de Arqueros.